# Glinice (województwo mazowieckie)
Glinice – wieś w Polsce położona w województwie mazowieckim, w powiecie radomskim, w gminie Przytyk. Ma status sołectwa.
W skład sołectwa Glinice wchodzi także przysiółek Witoldów. W 2023 sołectwo liczyło 241 mieszkańców
Prywatna wieś szlachecka, położona była w drugiej połowie XVI wieku w powiecie radomskim województwa sandomierskiego. W latach 1975–1998 miejscowość administracyjnie należała do województwa radomskiego.
Wierni Kościoła rzymskokatolickiego należą do parafii św. Marii Magdaleny we Wrzeszczowie.